# Partido de General Madariaga
Partido de General Madariaga är en kommun i Argentina.   Den ligger i provinsen Buenos Aires, i den sydöstra delen av landet, 300 km söder om huvudstaden Buenos Aires. Antalet invånare är 18 286.
Trakten runt Partido de General Madariaga består till största delen av jordbruksmark. Runt Partido de General Madariaga är det mycket glesbefolkat, med 6 invånare per kvadratkilometer.